# Простакова Ніна Петрівна
Ніна Петрівна Простакова (рос. Нина Петровна Простакова; 23 вересня 1914 — 4 травня 1994) — передовик радянського сільського господарства, доярка колгоспу «Більшовик» Старо-Оскольського району Бєлгородської області, Герой Соціалістичної Праці (1958).

## Біографія
Народилася в 1914 році в селі Бор-Анпіловка Старооскольського району Бєлгородської області у російській селянській родині.
У часи колективізації вступила в утворений колгосп, пізніше стала членом правління колгоспу. Надалі перейшла працювати на ферму дояркою колгоспу "Більшовик" Старооскольського району. У роки війни працювала в тилу. Тричі брала участь у виставках досягнень народного господарства, нагороджувалася грамотами та медалями. 
Указом Президії Верховної Ради СРСР від 11 березня 1958 року за отримання високих показників у сільському господарстві і рекордні надої молока Ніні Петрівні Простаковій присвоєно звання Героя Соціалістичної Праці з врученням ордена Леніна і медалі «Серп і Молот».
Продовжувала працювати в колгоспі, показувала високі виробничі результати. Після виходу на заслужений відпочинок проживала в Старооскольському районі. 
Померла 4 травня 1994 року.

## Нагороди
- золота зірка «Серп і Молот» (11.03.1958)
- орден Леніна (11.03.1958)
- Медаль "За трудову доблесть"
- Медаль "За трудову відзнаку"
- інші медалі.